# Gouzal Sitdikova
Gouzal Ramazanovna Sitdikova (Raïon Beloretski, 10 juin 1952) est écrivaine, poétesse, journaliste et traductrice  bachkire.